# Pahlavān Kal
Pahlavān Kal (persiska: پهلوان كل) är en ort i Iran.   Den ligger i provinsen Lorestan, i den centrala delen av landet, 300 km sydväst om huvudstaden Teheran. Pahlavān Kal ligger 1 483 meter över havet och antalet invånare är 551.
Terrängen runt Pahlavān Kal är varierad.Runt Pahlavān Kal är det ganska tätbefolkat, med 172 invånare per kvadratkilometer. Närmaste större samhälle är Aznā, 6,7 km sydost om Pahlavān Kal. Trakten runt Pahlavān Kal består till största delen av jordbruksmark.